# New Orleans
New Orleans (amerikanisches Englisch: [ˈnuːˈɔrlɪns, nuˈɔ:rlɪns] ⓘ, lokal: [ˈnɔrlənz]) ist mit 383.997 Einwohnern (2020) die größte Stadt im Bundesstaat Louisiana in den Vereinigten Staaten. Sie ist ein Industriezentrum mit einem bedeutenden Hafen am Mississippi River. Die Stadt ist bekannt für ihre lokale kreolische Küche und ihre historische Altstadt, das French Quarter, wo sich zahlreiche Gebäude im spanischen und französischen Kolonialstil befinden. Außerdem gilt New Orleans als die „Wiege des Jazz“.

## Geografie
Die Stadt liegt im Delta des Mississippi River und hat eine Fläche von 907,0 km², wovon 467,6 km² auf Land und 439,4 km², also 48,45 % auf Wasser entfallen. Wegen ihrer Lage zwischen dem Mississippi im Süden und dem Lake Pontchartrain im Norden, die ihr einen Stadtumriss in Form einer Mondsichel gegeben hat, erhielt New Orleans die Bezeichnung Crescent City (Mondsichelstadt). Am Westufer gegenüber der Altstadt liegt der Stadtteil Algiers.
Bei der Gründung der Stadt bebauten französische Siedler ein kleines, etwas höher gelegenes Stück Land, das heute als French Quarter bekannt ist. Das Gebiet des heutigen New Orleans ist erst vor 2500 Jahren aus vom Fluss angeschwemmten Sedimenten entstanden. Es ist größtenteils ein mehrere hundert Meter tiefer Sumpf, der sich unter dem Druck seines eigenen Gewichtes verdichtet und bei Ausbleiben der Sedimentablagerung weiter unter den Meeresspiegel sinken wird. Seitdem der Mississippi von den Franzosen und anschließend vom United States Army Corps of Engineers eingedeicht wurde, sinkt das Gebiet von New Orleans um etwa 8 mm pro Jahr. 70 % der Stadtfläche liegen bis zu 1,6 m unterhalb des Meeresspiegels, wobei der angrenzende 1839 km² große Lake Pontchartrain über die Wasserstraße Rigolets Strait und die Lagune Lake Borgne mit dem Golf von Mexiko verbunden ist.
Ab 1910 legte Albert Baldwin Wood die Stadt, die von Sümpfen umringt ist, mit zahlreichen großen Pumpen trocken. Der auf der südlichen Seite des Mississippis nahegelegene Naturpark Barataria Preserve in Marrero zeigt Reste der ursprünglichen Landschaft im Mississippi-Delta. Ein Drainagesystem von mehreren hundert Kilometern Länge durchzieht heute New Orleans und entwässert über 22 Pumpstationen bei starkem Regen die gesamte Stadt. Durch die Trockenlegung konnte New Orleans um erhebliche Flächen erweitert werden, sie führte jedoch auch zu einer ausgedehnten Absenkung des Terrains. Heute ist die Stadt im Norden von einem 5 bis 6 Meter hohen Deich sowie im Süden von einem 9 Meter hohen Deich gegen Wassereinlauf geschützt.

### Klima
|                       | Jan   | Feb   | Mär   | Apr   | Mai   | Jun   | Jul   | Aug   | Sep   | Okt  | Nov   | Dez   |   |         |
| Mittl. Tagesmax. (°C) | 18,6  | 20,1  | 23,0  | 26,3  | 30,0  | 32,3  | 33,2  | 33,3  | 31,3  | 27,4 | 23,0  | 19,3  | ⌀ | 26,5    |
| Mittl. Tagesmin. (°C) | 7,2   | 8,4   | 11,3  | 14,7  | 19,3  | 22,4  | 23,6  | 23,5  | 21,8  | 16,4 | 10,9  | 7,5   | ⌀ | 15,6    |
|                       |       |       |       |       |       |       |       |       |       |      |       |       |   |         |
| Niederschlag (mm)     | 128,3 | 152,7 | 124,5 | 114,3 | 115,8 | 148,3 | 155,4 | 156,7 | 140,0 | 77,5 | 112,3 | 146,0 | Σ | 1.571,8 |
|                       |       |       |       |       |       |       |       |       |       |      |       |       |   |         |
| Sonnenstunden (h/d)   | 4,9   | 5,7   | 7,1   | 8,4   | 9,0   | 9,1   | 8,3   | 8,1   | 7,6   | 7,8  | 5,7   | 5,1   | ⌀ | 7,2     |
|                       |       |       |       |       |       |       |       |       |       |      |       |       |   |         |
| Regentage (d)         | 8,2   | 7,7   | 7,2   | 5,7   | 6,7   | 9,5   | 12,1  | 11,3  | 8,7   | 4,5  | 6,7   | 8,2   | Σ | 96,5    |
|                       |       |       |       |       |       |       |       |       |       |      |       |       |   |         |
| Luftfeuchtigkeit (%)  | 77    | 78    | 76    | 77    | 75    | 75    | 78    | 76    | 76    | 70   | 74    | 78    | ⌀ | 75,8    |

| 7,2 |

| 8,4 |

| 11,3 |

| 14,7 |

| 19,3 |

| 22,4 |

| 23,6 |

| 23,5 |

| 21,8 |

| 16,4 |

| 10,9 |

| 7,5 |

| 7,2 |

| 8,4 |

| 11,3 |

| 14,7 |

| 19,3 |

| 22,4 |

| 23,6 |

| 23,5 |

| 21,8 |

| 16,4 |

| 10,9 |

| 7,5 |

| N i e d e r s c h l a g | 128,3 | 152,7 | 124,5 | 114,3 | 115,8 | 148,3 | 155,4 | 156,7 | 140,0 | 77,5 | 112,3 | 146,0 |
|                         | Jan   | Feb   | Mär   | Apr   | Mai   | Jun   | Jul   | Aug   | Sep   | Okt  | Nov   | Dez   |

## Demographie
Die ersten Einwohner von New Orleans waren eine Mischung kanadischer Grenzbewohner, Handwerker und Truppen der John Law’s Gesellschaft des Westens, die das Gebiet beherrschte, bis es 1731 an die französischen Kronkolonie zurückging, sowie Häftlingen, schwarzer und indianischer Sklaven. 1727 erreichten 88 aus Pariser Gefängnissen befreite Frauen die Stadt, begleitet von acht ursulinischen Nonnen, um sich in der Stadt niederzulassen. Die unerschrockenen Nonnen ließen sich in der heutigen Chartres Street nieder; auch ein Konvent wurde etwas weiter unten auf der Straße gebaut. Dieses Gebäude, dessen Bau 1745 begonnen wurde und das sich in der Nähe des heutigen French Market befindet, ist das einzige erhaltene Gebäude aus der Zeit der französischen Herrschaft.
Französische Abenteurer und andere Europäer folgten bald den ersten Siedlern. Der Begriff Kreole, in Französisch-Westindien geprägt und gebraucht, wurde in Louisiana als Bezeichnung einer Person eingeführt, die dort als reiner Franzose geboren wurde. Die Abstammung und der Begriff gehen auf das spanische Wort criollo zurück, das die erste Generation von spanischen Eltern in der neuen Welt bezeichnete.
Im Jahr 1755 kam eine Gruppe von Cajuns in das Gebiet. Sie waren Nachfahren französischer Kolonisten, die sich in Akadien, der späteren kanadischen Provinz Nova Scotia, niedergelassen hatten und dort von den Briten vertrieben worden waren. Die Spanier übernahmen 1762, vier Jahre nach dem Abkommen von Fontainebleau die Kontrolle über die Stadt. Nach Unterdrückung einer Revolte ließen sie sich nieder und prägten die Stadt mit ihrer Architektur und Lebensart. Vom 19. bis zum frühen 20. Jahrhundert gab es eine große Einwanderungswelle in die Vereinigten Staaten, die Deutsche, Iren und Italiener nach New Orleans brachte.
Trotz des französischen Namens der Stadt wird kaum noch Französisch gesprochen, seit 1968 wird aber seitens des Bundesstaates Louisiana die Wiederbelebung der französischen Sprache gefördert (siehe Französisch in Louisiana).
Die Stadt New Orleans hatte bis zur Evakuierung am 28. August 2005 durch die Folgen von Hurrikan Katrina nach Angaben des United States Census Bureau 454.863 Einwohner (Stand 1. Juli 2005). Am 1. Juli 2006 waren es mit 223.388 nur noch etwa die Hälfte und im Juli 2007, fast zwei Jahre nach der Katastrophe, war die Zahl lediglich auf 239.124 Einwohner gestiegen. Es stand zu befürchten, dass es in den kommenden Jahren kaum wesentlich mehr werden, da ein sicherer Hochwasserschutz in den tiefliegenden Kernzonen mit einem finanziell vertretbarem Aufwand kaum vorstellbar ist und es sich viele ehemalige Bewohner finanziell nicht leisten können zurückzukehren. Für Stadtplaner eröffnete es neue Gestaltungsmöglichkeiten auf den zerstörten (und verlassenen) Wohnbauflächen.
Nach den Ergebnissen der Volkszählung im Jahr 2010 ergab sich eine Steigerung der Einwohnerzahl auf 343.829.
Die Bevölkerungsdichte betrug 478 Einwohner pro Quadratkilometer. In der Stadt lebten 28,05 Prozent Weiße; 67,25 Prozent Afroamerikaner; 0,20 Prozent Ureinwohner; 2,26 Prozent Asiaten und 3,06 Prozent Hispano-Amerikaner. Im Großraum New Orleans, der Metropolitan Area, lag die Bevölkerungszahl am 1. Juli 2005 bei 1.313.787. Am 1. Juli 2006 betrug sie mit 1.024.678 rund 300.000 Personen weniger.
Die folgende Übersicht zeigt die Einwohnerzahlen nach dem jeweiligen Gebietsstand. Von 1769 bis 1800 und von 2005 bis 2007 handelt es sich um Schätzungen des United States Census Bureau, in den jeweils vollen Jahrzehnten von 1810 bis 2010 um Volkszählungsergebnisse.
| Jahr/Datum   | Einwohner |
| ------------ | --------- |
| 1769         | 3.190     |
| 1785         | 4.980     |
| 1788         | 5.331     |
| 1797         | 8.056     |
| 1800         | 9.650     |
| 1. Aug. 1810 | 17.242    |
| 1. Aug. 1820 | 27.176    |
| 1. Juni 1830 | 46.082    |
| 1. Juni 1840 | 102.193   |
| 1. Juni 1850 | 116.375   |

| Datum          | Einwohner |
| -------------- | --------- |
| 1. Juni 1860   | 168.675   |
| 1. Juni 1870   | 191.418   |
| 1. Juni 1880   | 216.090   |
| 1. Juni 1890   | 242.039   |
| 1. Juni 1900   | 287.104   |
| 15. April 1910 | 339.075   |
| 1. Januar 1920 | 387.219   |
| 1. April 1930  | 458.762   |
| 1. April 1940  | 494.537   |
| 1. April 1950  | 570.445   |

| Datum         | Einwohner |
| ------------- | --------- |
| 1. April 1960 | 627.525   |
| 1. April 1970 | 593.471   |
| 1. April 1980 | 557.515   |
| 1. April 1990 | 496.938   |
| 1. April 2000 | 484.674   |
| 1. Juli 2005  | 454.863   |
| 1. Juli 2006  | 223.388   |
| 1. Juli 2007  | 239.124   |
| 1. April 2010 | 343.829   |
| 1. Juli 2012  | 369.250   |
| 1. April 2020 | 383.997   |

Laut Jakob/Schorb (2008) schwanken die Schätzungen der Einwohner für den März 2008 zwischen dem City Council, die von 300.000 Rückkehrern ausgehen und den Bundesbehörden, die von 240.000 Rückkehrern ausgehen. Die unterschiedlichen Einschätzung führen die beiden Soziologen auf die jeweils unterschiedlichen Interessen zurück: „Die Höhe der Bundeszuschüsse an die finanzschwache Kommune bemisst sich nämlich an der Höhe der Einwohnerzahl.“
Am 1. Juli 2013 lag die Einwohnerzahl der Stadt wieder bei 378.715, verglichen mit 223.388 exakt 7 Jahre zuvor. Das Wachstum der Stadt scheint sich fortzusetzen, zwischen der Volkszählung 2010 und dem 1. Juli 2013 lag der Anstieg bei 10,1 Prozent, verglichen mit 2,1 Prozent für ganz Louisiana.

## Geschichte

### Kolonialzeit

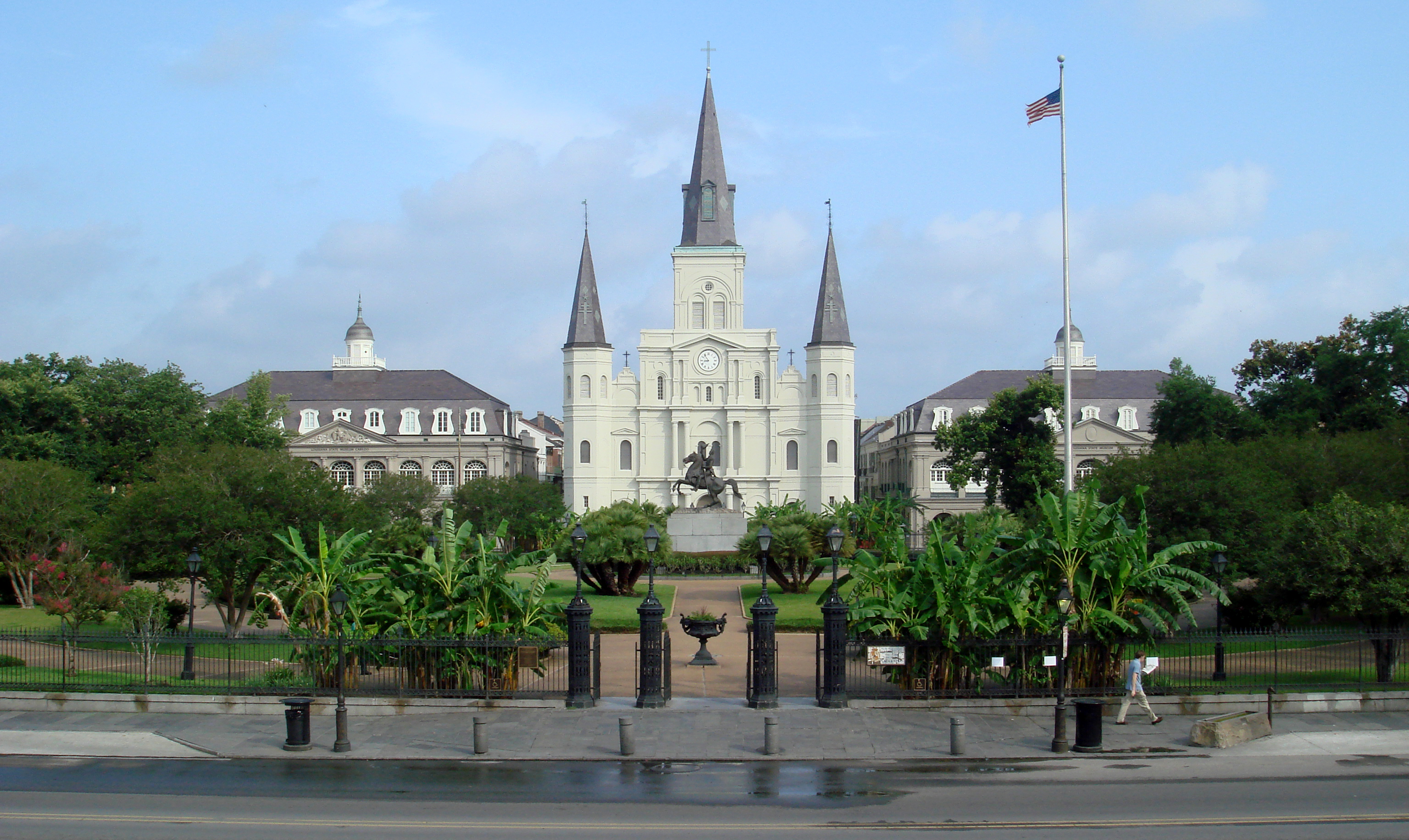
Die Kathedrale St. Louis mit den ab 1791 erbauten Palais Cabildo (links) und Presbytere (rechts), beide heute Teile des Louisiana State Museum

New Orleans wurde 1718 von dem Franzosen Jean-Baptiste Le Moyne de Bienville gegründet und erhielt zu Ehren des Regenten von Frankreich, Philipp II., Herzog von Orléans, den Namen La Nouvelle-Orléans. 1722 wurde die Stadt die Hauptstadt der Kolonie Louisiana. Seit spätestens 1721 wurden in unmittelbarer Nähe zu New Orleans deutschsprachige Kolonisten von der französischen Kolonialverwaltung angesiedelt. 1762 ging die Kolonie im Rahmen des geheimen Abkommens von Fontainebleau an Spanien, was im Pariser Frieden 1763 bestätigt wurde; bis 1766 wurde jedoch kein spanischer Gouverneur eingesetzt.
Am Karfreitag, dem 21. März 1788 wurde die Stadt durch einen Großbrand beinahe völlig vernichtet. 856 der rund 1100 Gebäude der Stadt fielen den Flammen zum Opfer. Nach nur sechs Jahren des Wiederaufbaus zerstörte am 8. Dezember 1794 ein erneuter Brand mehr als 200 Häuser im French Quarter.

### Erwerb durch die Vereinigten Staaten
Im Jahr 1795 gewährte Spanien den Vereinigten Staaten im Pinckney-Vertrag das Recht auf Niederlassung und erlaubte den Amerikanern, den Hafen der Stadt zu nutzen. Im Rahmen des 1800 von Napoleon Bonaparte diktierten Abkommens von San Ildefonso ging das 1763 Spanien zugesprochene Gebiet westlich des Mississippi zurück an Frankreich. 1803 verkaufte Napoleon im sogenannten Louisiana Purchase die gesamte Kolonie für 15 Mio. US-Dollar an die Vereinigten Staaten unter Präsident Thomas Jefferson. New Orleans, das zu dieser Zeit etwa 10.000 Einwohner hatte, wurde offiziell am 20. Dezember 1803 den Vereinigten Staaten übergeben. Der in Paris unterzeichnete Vertrag wurde im Cabildo-Gebäude am Jackson Square, dem vormals spanischen Rathaus der Stadt – heute Louisiana State Museum – öffentlich verkündet. In einer Parade zogen die französischen Soldaten aus und die amerikanischen ein, am Fahnenmast auf dem Platz wurde die Flagge gewechselt.

### Aufstieg zum Zentrum der Südstaaten der Vereinigten Staaten

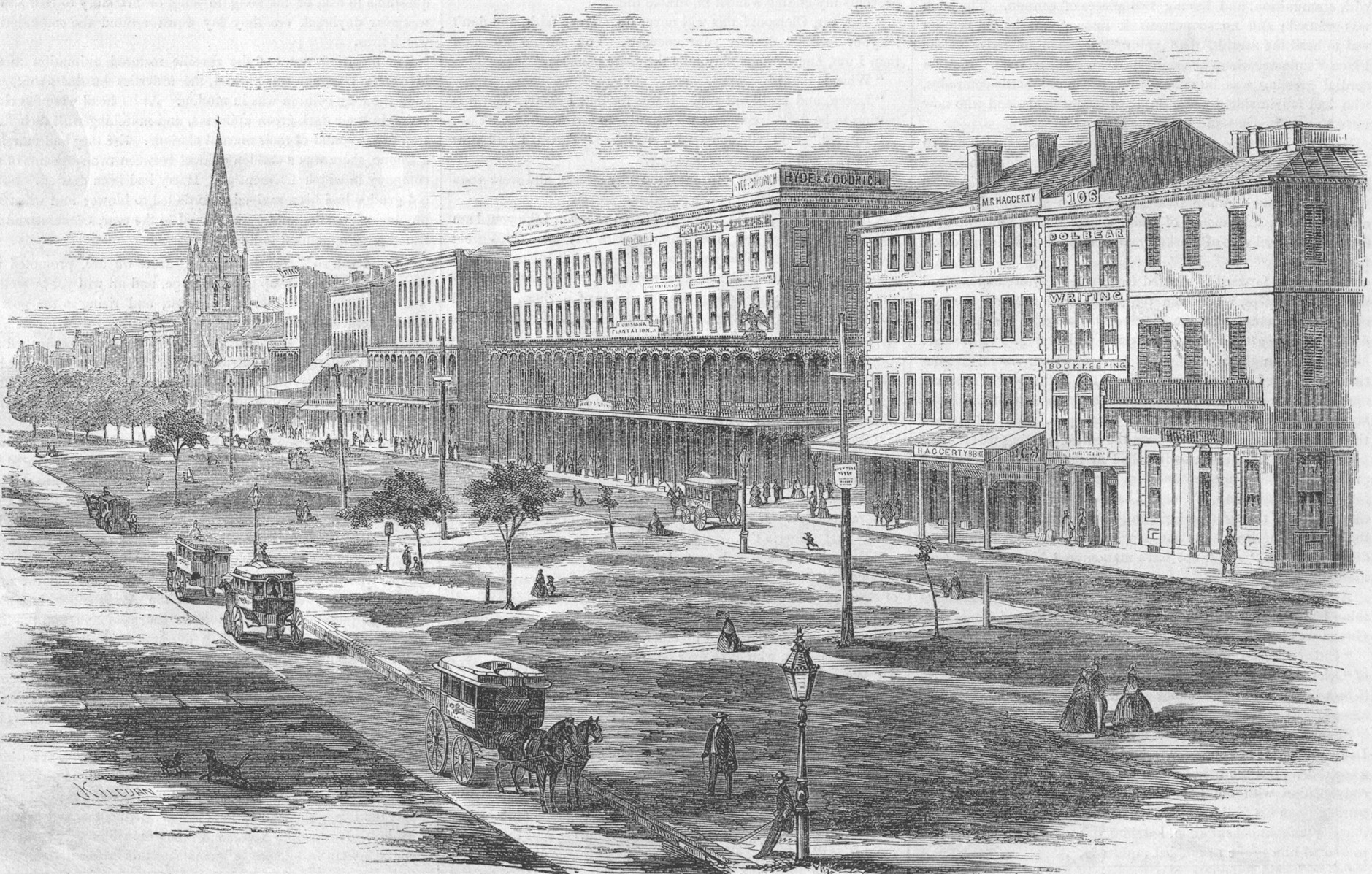
New Orleans 1857

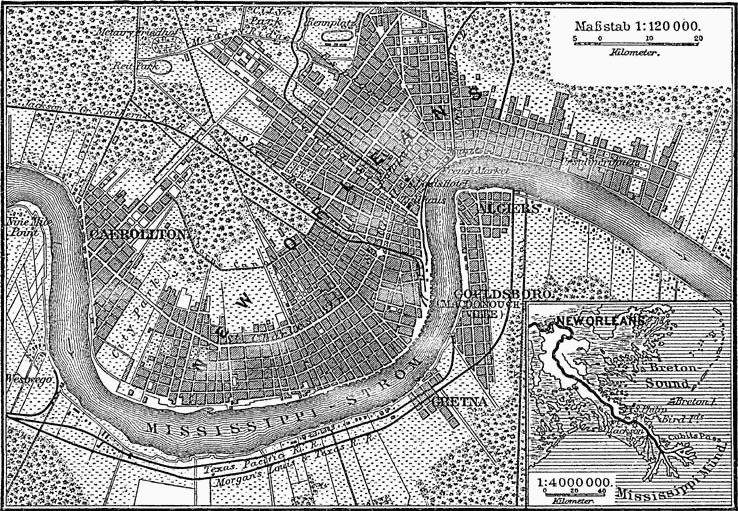
Historische Karte (um 1888)

Von seinen frühen Tagen an war New Orleans bekannt für seine kosmopolitische und polyglotte Bevölkerung und die zahlreichen Kulturen, die dort existierten. Die Stadt wuchs schnell mit Einflüssen aus Frankreich, Amerika und der kreolischen Karibik. Während des Britisch-Amerikanischen Krieges wollten die Briten die Stadt erobern, sie wurden aber von den von General Andrew Jackson angeführten Truppen einige Meilen flussabwärts am 8. Januar 1815 zurückgeschlagen (Schlacht von New Orleans).
Die Stadtbevölkerung verdoppelte sich in den 1830ern und 1840ern, und New Orleans wurde die größte Stadt im amerikanischen Süden und außerhalb des „Atlantic Seaboards“. Bis 1849 war New Orleans die Hauptstadt des Staates Louisiana, später wieder von 1865 bis 1882. Der Hafen war vor allem für den Sklavenhandel wichtig, obwohl New Orleans gleichzeitig die Stadt mit den meisten schwarzen Personen Nordamerikas war.
Die Bedeutung der Stadt nahm zu, als die Regierung 1838 eine lokale Münze neben den südlichen Münzprägeanstalten von Charlotte (North Carolina) und Dahlonega einrichtete. Im Gegensatz zu den beiden anderen Münzen wurden in New Orleans neben Gold- auch Silber-Münzen geprägt, was zur Stellung als wichtigste Prägeanstalt im Süden beigetragen haben könnte.
Im Jahr 1853 war New Orleans von einer schweren Gelbfieber-Epidemie betroffen, bei der fast 8000 Menschen starben.
Im Amerikanischen Bürgerkrieg wurde New Orleans bereits am 28. April 1862 durch eine von Admiral David Glasgow Farragut geleitete Schiffsoperation von der Union kampflos erobert, wodurch ein Großteil der historischen Gebäude erhalten blieb. Ein wichtiger Anziehungspunkt für Touristen aus aller Welt im späten 19. und frühen 20. Jahrhundert war der berühmte Rotlichtbezirk Storyville.

### New Orleans im 20. Jahrhundert

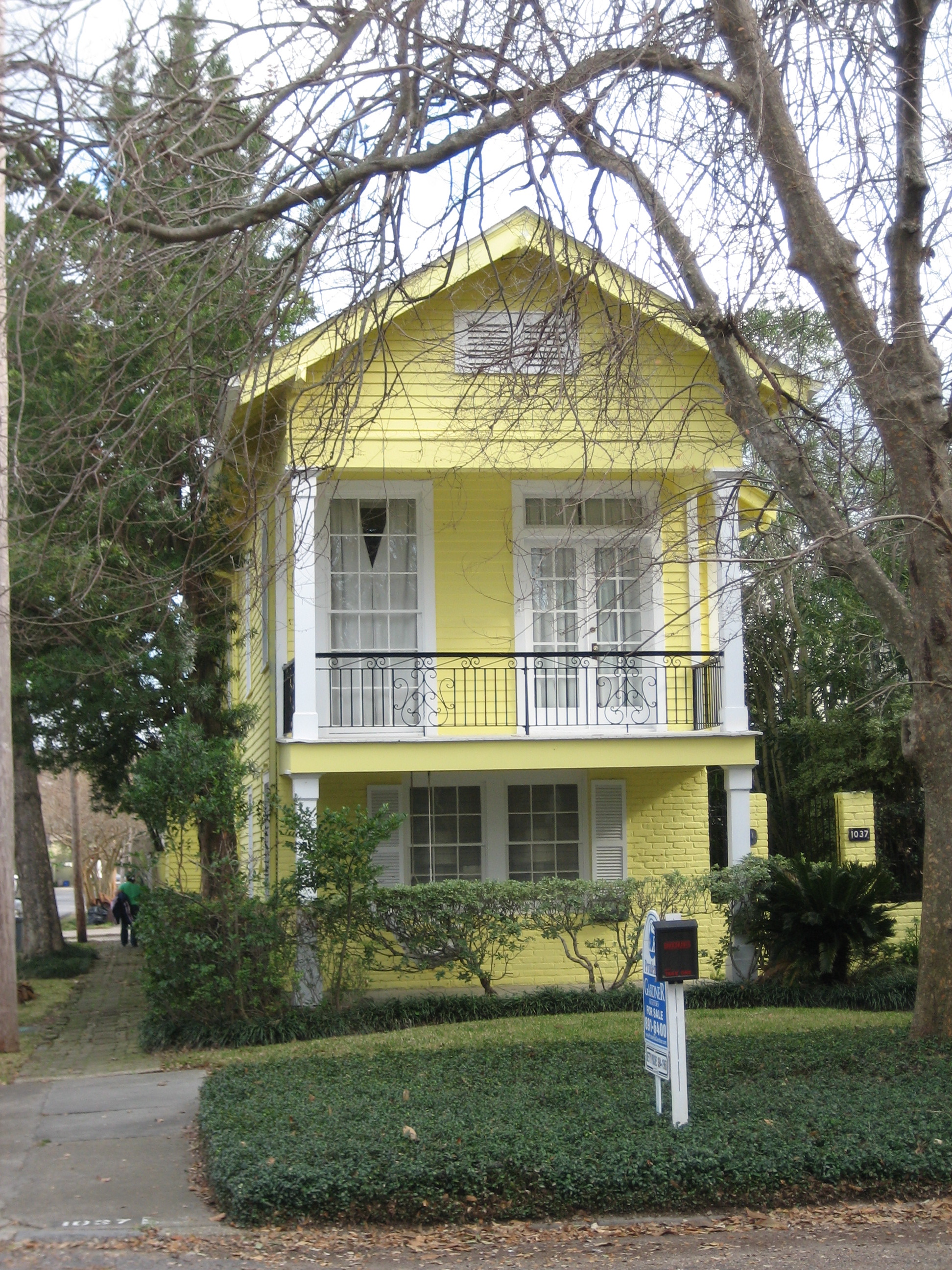
Shotgun House – ein in New Orleans häufig zu sehender Baustil für Einfamilienhäuser

New Orleans ist für seine kreolische und seine Voodoo-Kultur bekannt, die mit dem Sklavenhandel aus Afrika nach Amerika gekommen war. Ebenso bekannt ist die Stadt für ihre vielfältigen Musikrichtungen. So entstand hier als Synthese aus verschiedenen Musiktraditionen – auch den damals das Straßenbild prägenden Street Bands – seit der Jahrhundertwende der Jazz, der hier vor allem in den frühen 1920ern seine große Blüte erlebte.
Zur selben Zeit wurden zur Modernisierung des Stadtbilds die alten gusseisernen Balkone in der Canal Street entfernt, in den 1960er Jahren ersetzte die Stadt die Canal Streetcar Line (Straßenbahn) durch Busse. Beide Maßnahmen wurden in den 1990er Jahren wieder rückgängig gemacht.
1927 trat der Mississippi auf einer Fläche von etwa 70.000 km² über die Ufer und machte mehrere 100.000 Menschen obdachlos. Auslöser für die Flut war ein lang andauernder Regen. Er begann im August 1926 und dauerte bis in den Frühling 1927. Damals sprengte man die Deiche bei der 18 km entfernt gelegenen Stadt Poydras auf einer Länge von 450 m, um New Orleans vor den Wassermassen zu schützen. 1965 erlebte New Orleans seine bis dahin schlimmste Hurrikankatastrophe. Der Hurrikan Betsy setzte einen Großteil der Stadt unter Wasser und machte tausende Bewohner New Orleans’ und Louisianas obdachlos.

## Hurrikane
New Orleans liegt im Einzugsgebiet von Hurrikanen. Bei Hurrikanen handelt es sich um tropische Stürme, die sich zwischen Mai und Oktober über dem Atlantischen Ozean bilden. Der bisher verheerendste, Hurrikan Katrina, traf die Stadt am 29. August 2005 und sorgte in Zusammenhang mit einer auf den Hurrikan zurückgehenden Flutkatastrophe für die fast vollständige Verwüstung der Stadt.

### Hurrikan Katrina 2005

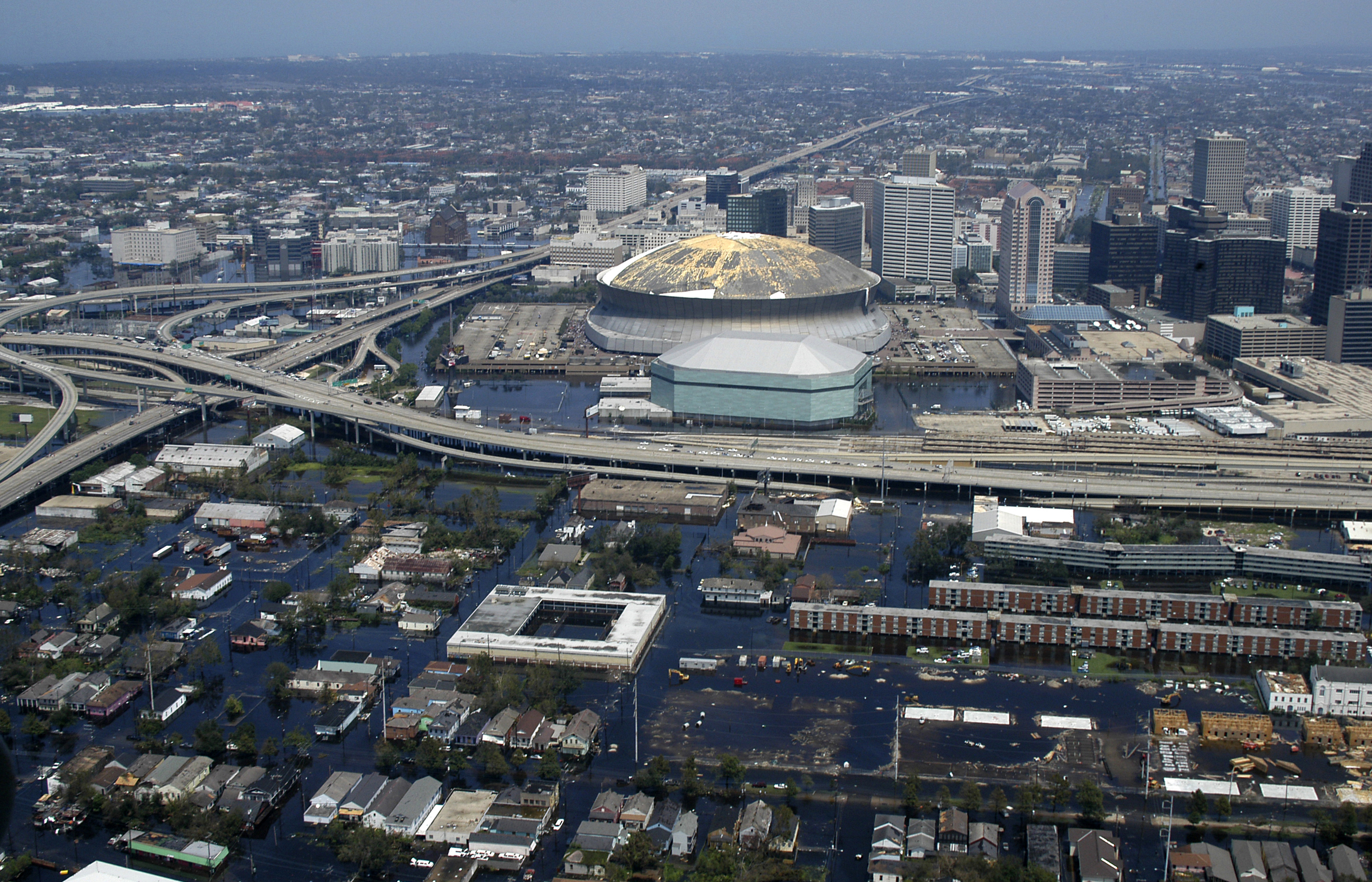
Das überschwemmte New Orleans mit dem Superdome am 31. August 2005

Am 29. August 2005 wurde New Orleans von Hurrikan Katrina heimgesucht, der einer der vier schwersten Hurrikane war, die in den Vereinigten Staaten jemals gemessen wurden. Obwohl New Orleans nur von Ausläufern des Hurrikans in Mitleidenschaft gezogen wurde, brachen die Wände zweier Kanäle, worauf das Wasser des Lake Pontchartrain die Stadt fast vollständig überschwemmte. Auch die großen Wasserpumpen der Stadt fielen aus. Unterspülte Gebäude brachen zusammen, was die Situation deutlich verschlimmerte. Wasser, Müll und Schutt spülten in den als Notunterkunft genutzten Superdome. Dieser war Ziel jener gewesen, die die Stadt nicht rechtzeitig verlassen hatten und dort auf die Verteilung von Wasser und Essen durch die Armee warteten. Zusätzlich verschlechterten Wasser- und Stromausfall die Bedingungen im Innern des Stadions.
Am 30. August 2005 brachen auch die Wände des Industrial Canal, der den Lake Pontchartrain im Norden der Stadt mit dem Mississippi südlich des Zentrums verbindet, und Wasser lief in die am tiefsten gelegenen Stadtviertel. Einen Tag später waren mehrere Stadtteile der Jazzmetropole erneut überflutet. Das betraf dort besonders die Sozialbausiedlungen der „Big Four“, so genannte Public Housing Projects, die zwischen 1941 und 1955 in den tiefergelegenen Gebieten in damals als Wohnorte unbeliebten Teilen des Zentrums erbaut wurden. Das Wasser stand in Ninth Ward zwei Meter hoch in den Straßen und dreiviertel aller Bewohner mussten fliehen oder wurden evakuiert.
Als das Ausmaß der Überflutung deutlich wurde, beschloss die Regierung am 31. August, die Stadt – und damit auch den Superdome – komplett zu evakuieren, zuerst mit Bussen und später mit einer Luftbrücke. Ziel war zunächst der Astrodome von Houston, dessen Kapazitäten jedoch bereits nach einem Tag ausgeschöpft waren. Nach einigen Tagen des Notstandes wurde der Ausnahmezustand, das Kriegsrecht und der Gesundheitsnotstand ausgerufen.
Der Louis Armstrong New Orleans International Airport, der täglich etwa 300 Flugzeuge abfertigt, konnte nach wenigen Tagen wieder in Betrieb genommen werden. Da er etwas westlich der Stadt im weitgehend verschont gebliebenen Vorort Kenner liegt, wurden Landebahn und Tower durch den Hurrikan nicht zerstört, allerdings standen Bodenradar und Befeuerung der Landebahn zunächst nicht mehr zur Verfügung.
Am 5. September 2005 wurde bekannt gegeben, dass der Deich zum Lake Pontchartrain repariert sei, jedoch das Abpumpen des Wassers mindestens drei Monate dauern werde. An einigen Deichen halfen vom deutschen Technischen Hilfswerk zur Verfügung gestellte Hochleistungspumpen. Am 6. September 2005 ordnete Bürgermeister Ray Nagin die Zwangsevakuierung der letzten in der Stadt verharrenden Einwohner an. Jeder, der nicht am Wiederaufbau beteiligt war, musste die Stadt verlassen, da die Gefahr von Seuchen bestand. Da der Damm entlang des Mississippi gehalten hatte, waren die höher gelegenen historischen Stadtteile am Flussufer, einschließlich des French Quarter, von den Überflutungen verschont geblieben.
Am 20. September 2005 wurde New Orleans erneut evakuiert, weil befürchtet wurde, dass der Hurrikan Rita die Stadt in den nächsten Tagen überqueren würde, woraufhin die wenigen Rückkehrer die Stadt wieder verließen.
Mitte Oktober 2005 war die Stadt wieder trockengelegt. Doch musste die Bevölkerung am 18. Oktober auf eine weitere mögliche Evakuierung vorbereitet werden: Der Hurrikan Wilma, dessen Entwicklung zunächst ungewiss war, zog allerdings über Florida gen Atlantik.

### Stadtveränderung durch die Folgen der Katastrophe

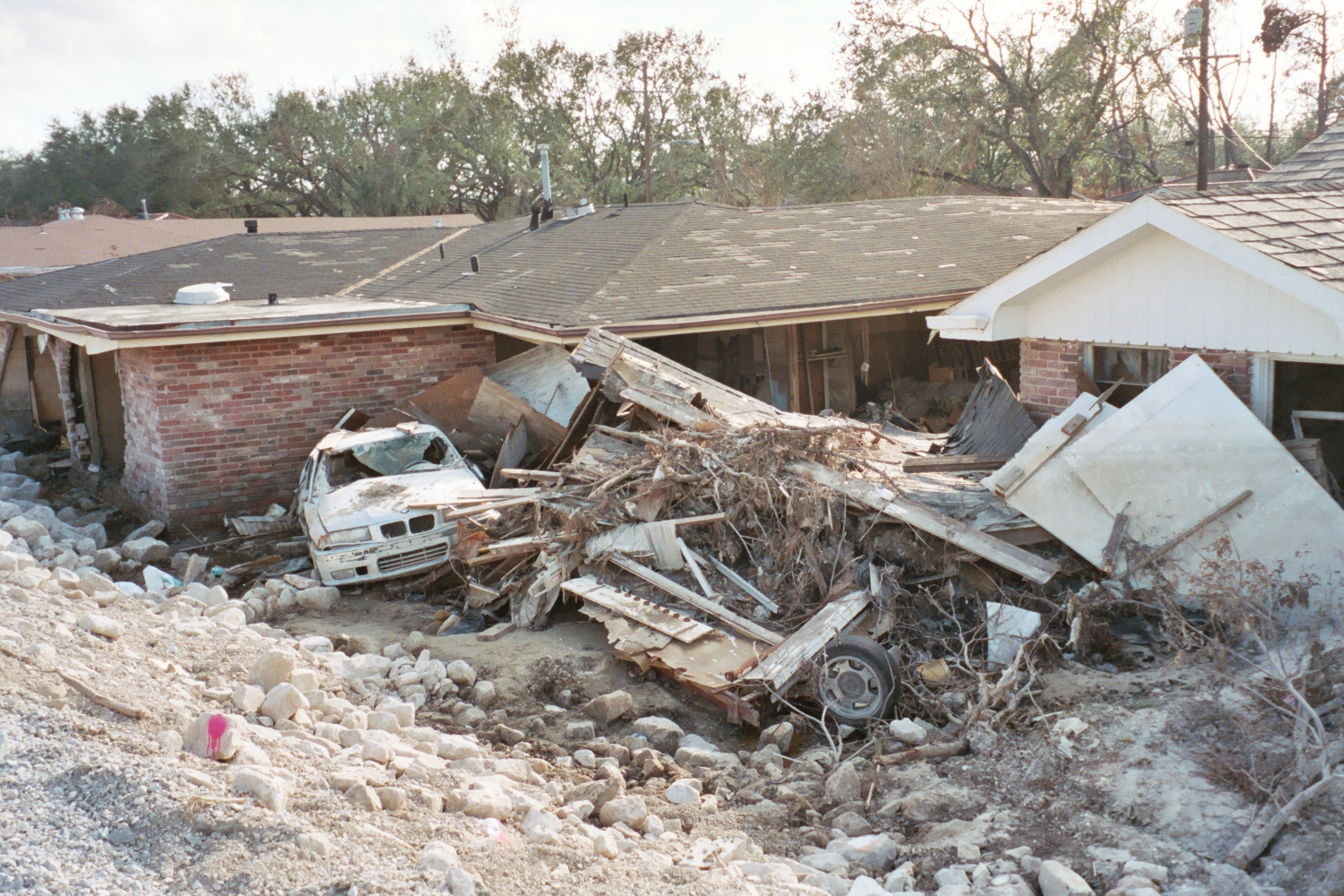
Nach der Verwüstung durch Hurrikan Katrina

Während der Ruf nach einem schnellen Wiederaufbau New Orleans mit entsprechender staatlicher Unterstützung lauter wurde und der politische Druck auf die Verantwortlichen wuchs, mehrten sich auch Zweifel, ob New Orleans nicht aufgegeben werden sollte, da in Zukunft mit einer Verschlechterung der Situation zu rechnen sei. Die Stadt entschied sich für eine geringere Bevölkerungsdichte vor allem in den Sozialwohnungsgebieten (Public Housing Projects). Im Rahmen dieser Gentrifikation wurden diese Public Housing Projects zum Großteil abgeriegelt und nicht mehr saniert bzw. abgerissen. Vor allem in der Innenstadt wurden diese Gebiete an Immobilienfirmen ausgeschrieben und dünner besiedelte Wohngebiete mit gemischten Einkommen errichtet bzw. geplant.
Die Naturkatastrophe traf vor allem Schwarze und sozial benachteiligte Bewohner. John Logan, Stadtforscher von der Brown University in Rhode Island, analysierte das Datenmaterial der amerikanischen Katastrophenschutzbehörde FEMA. Danach waren Afroamerikaner, Arme, Mieter und Arbeitslose „weit überproportional“ von den Folgen des Hurrikans betroffen. In den zerstörten Gebieten lebten zu etwa 75 Prozent Afroamerikaner, während in den intakten Gebieten überwiegend Weiße lebten. Logan kommt zu dem Schluss, dass die Risikoverteilung zwischen wirtschaftlich starken und schwachen Bewohnern ungleich war. Arme und Schwarze hätten auch über weniger Mittel und Möglichkeiten verfügt, nach New Orleans zurückzukehren und ihre Häuser wieder aufzubauen. Schon vor der Katastrophe war klar, dass die tieferliegenden Gebiete der Stadt – Wohngebiete der Schwarzen und der Armen – die gefährdetsten Teile sein würden. Der Journalist Jordan Flaherty stellt 2016 hierzu fest: „New Orleans ist heute kleiner, wohlhabender und weißer als vor dem Sturm“.

### Gustav 2008
Ende August 2008 bedrohte Hurrikan Gustav die Stadt. Am 31. August wurde ihre Evakuierung angeordnet. Die Autobahn wurde kurzfristig zu einer Einbahnstraße stadtauswärts umgestaltet, so dass tausende Bürger den sicheren Weg Richtung Norden und Nordosten antreten konnten. Der Hurrikan bewegte sich jedoch weiter westlich auf die Küste zu und New Orleans blieb weitgehend verschont. Es zeigte sich, dass die Behörden (im Besonderen FEMA) nun ein besseres Vorbeugungsmanagement praktizierten, auch wenn die Herausforderungen und Ausmaße nicht mit denen von Hurrikan Katrina verglichen werden können.

## Kultur

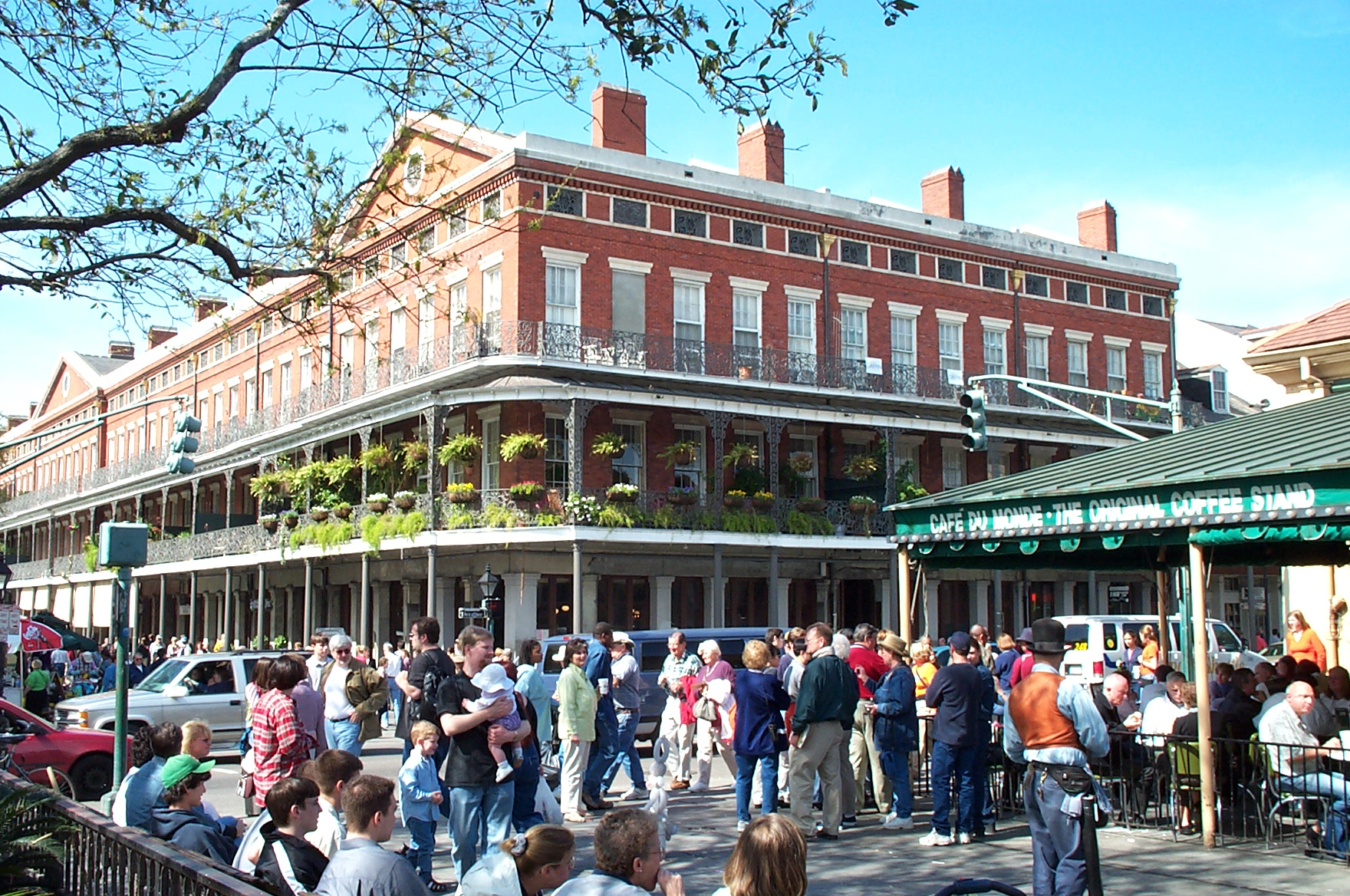
New Orleans, Café du Monde, im Hintergrund die Pontalba Buildings

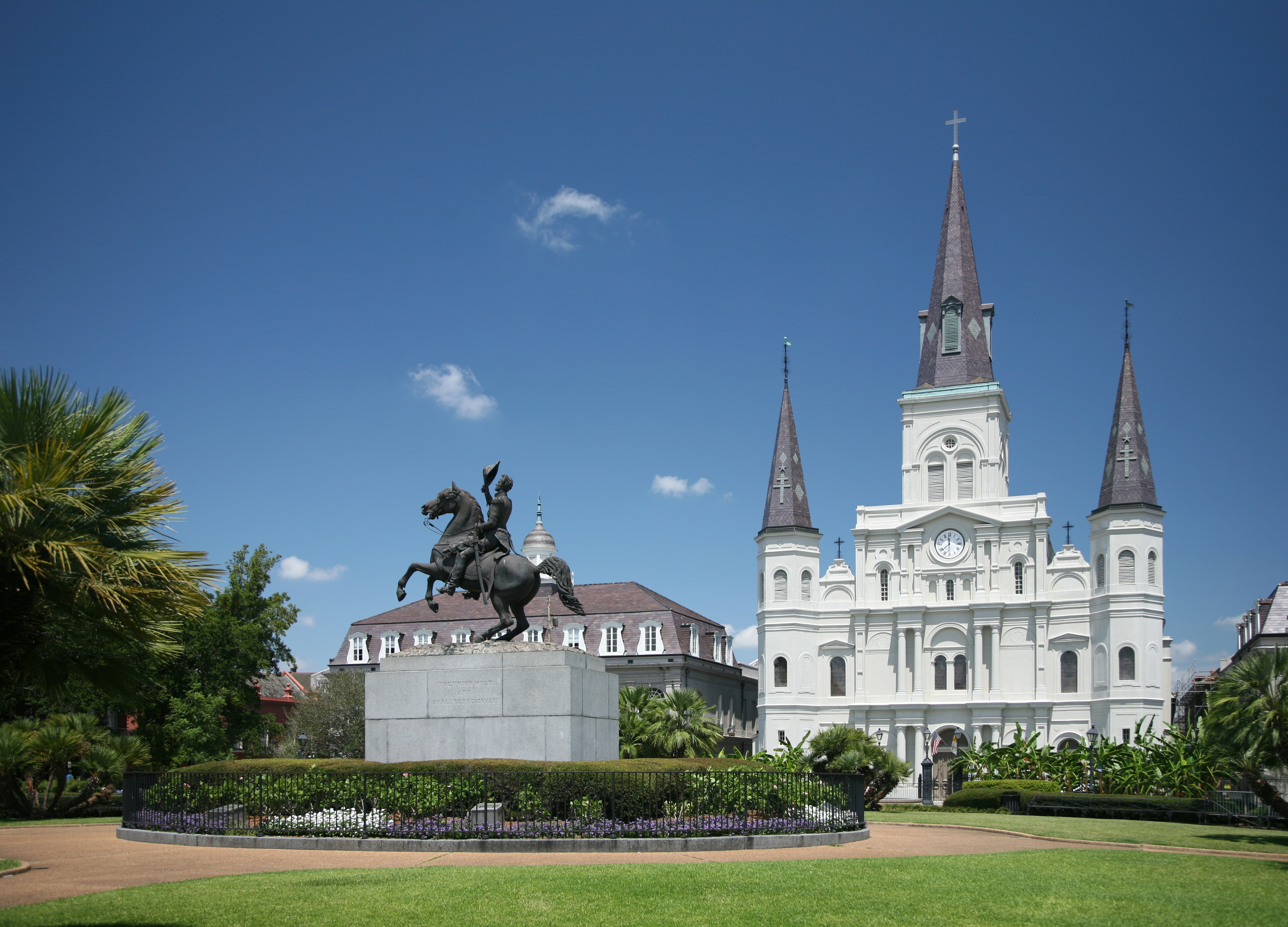
Jackson Square mit St.-Louis-Kathedrale

Das bekannte French Quarter, auch „Vieux Carré“ genannt, das noch aus der französischen und spanischen Zeit stammt und an den Mississippi, die Rampart Street, Basin Street, die Canal Street und die Esplanade Avenue grenzt, wurde 1721 von Ingenieur Adrian de Pauger entworfen. Vor allem der French Market (Französischer Markt), ein Platz, an dem die Choctaw-Indianer handelten, mit dem Café du Monde, das berühmt für seinen Zichorienkaffee und seine Beignets ist, ist ein ebenso großer Anziehungspunkt für Touristen wie die legendäre Bourbon Street, auf der allabendlich Partys bis in den Morgen gefeiert werden. Am nördlichen Ende des French Quarters liegt im Stadtviertel Treme der Louis Armstrong Park.
Der Jackson Square liegt im Zentrum der gitterförmigen Anlage des Vieux Carre gegenüber dem Fluss, dessen Wasserpegel heute deutlich über dem Niveau der historischen Ansiedlung verläuft und durch einen Damm kanalisiert ist. Früher war der Platz als Paradeplatz als der „Place d' Armes“ (Waffenplatz) bekannt. Soldaten exerzierten vor der Stadtkirche, die von den Hauptquartieren des spanischen Stadtrats flankiert wurden. Nachdem die Spanier die Gemeinde übernommen hatten, tauften sie den Platz „Plaza de Armas“. Die Bezeichnung Jackson Square entstand im 19. Jahrhundert, als eine Reiterstatue Andrew Jacksons auf der Platzmitte aufgestellt wurde. Am Jackson Square steht auch die 1727 gegründete, nach dem Stadtbrand von 1788 in den Jahren 1789 bis 1794 neu errichtete und ab 1850 erneuerte römisch-katholische St.-Louis-Kathedrale. Sie wird flankiert von den ab 1791 erbauten spätbarocken Gebäuden Cabildo (links) und Presbytere (rechts), beide heute Teile des Louisiana State Museum.
Der ab 1832 angelegte Garden District (zwischen St. Charles Avenue, 1st Street, Magazine Street und Toledano Street, rund um die Prytania Street) weist eines der am besten erhaltenen Ensembles von eleganten Wohnhäusern der Antebellum-Architektur des frühen und mittleren 19. Jahrhunderts auf.

### Friedhöfe

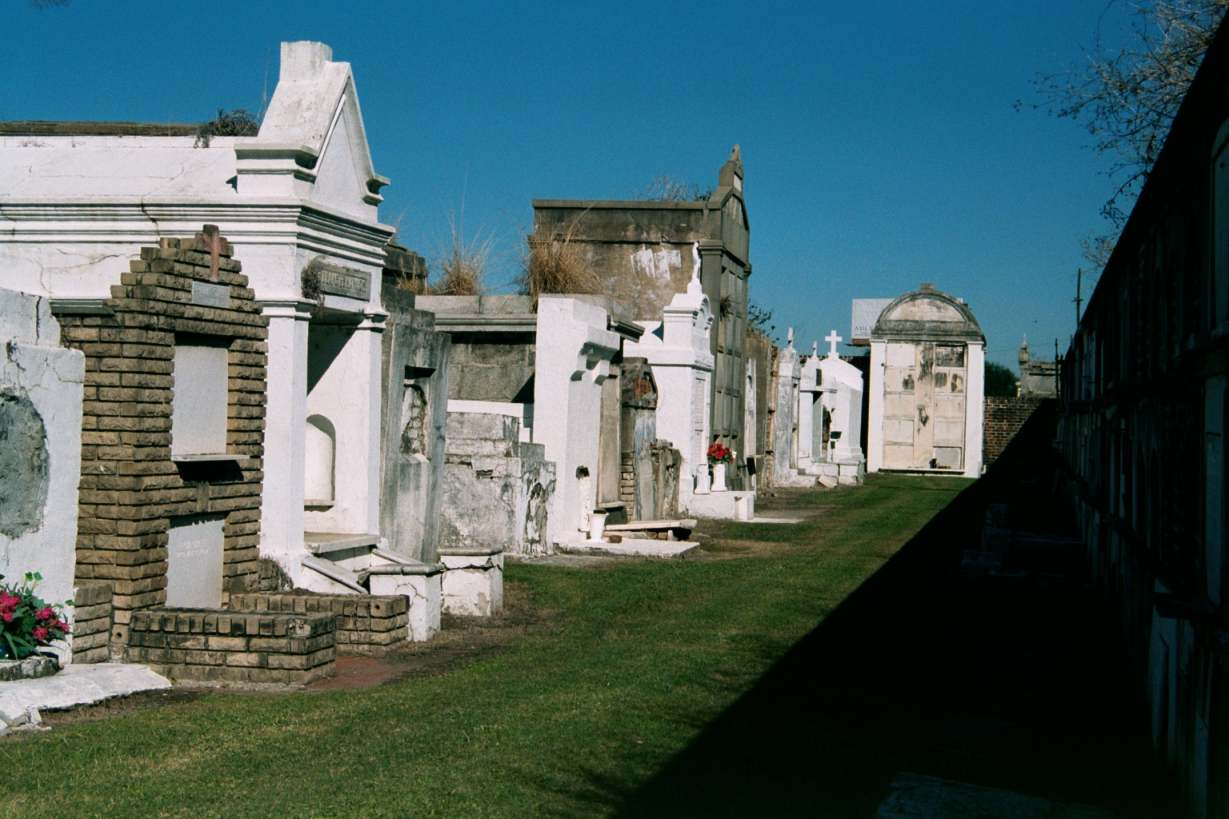
Friedhof in New Orleans

Wegen der tiefen Lage von New Orleans und dem damit verbundenen sehr feuchten Boden gibt es in der Stadt keine herkömmlichen Friedhöfe, weil Seuchen befürchtet werden. Seit 1830 werden die Toten in Mausoleen beerdigt; diese „Cities of the Dead“ sind Touristenattraktionen. Die Stadt entwickelte ihre eigene Art der Begräbnisse: Ein traditionelles Jazz Funeral wird von einer Marching Band begleitet, die traurige, auf das Jenseits ausgerichtete Musik (Hymnen) auf dem Weg zur Beerdigung hin und fröhliche, weltliche Musik (Hot Jazz) auf dem Weg zurück spielt. Dieses Motiv wird in dem Film „James Bond 007 – Leben und sterben lassen“ aufgegriffen.

### Historische Gebäude

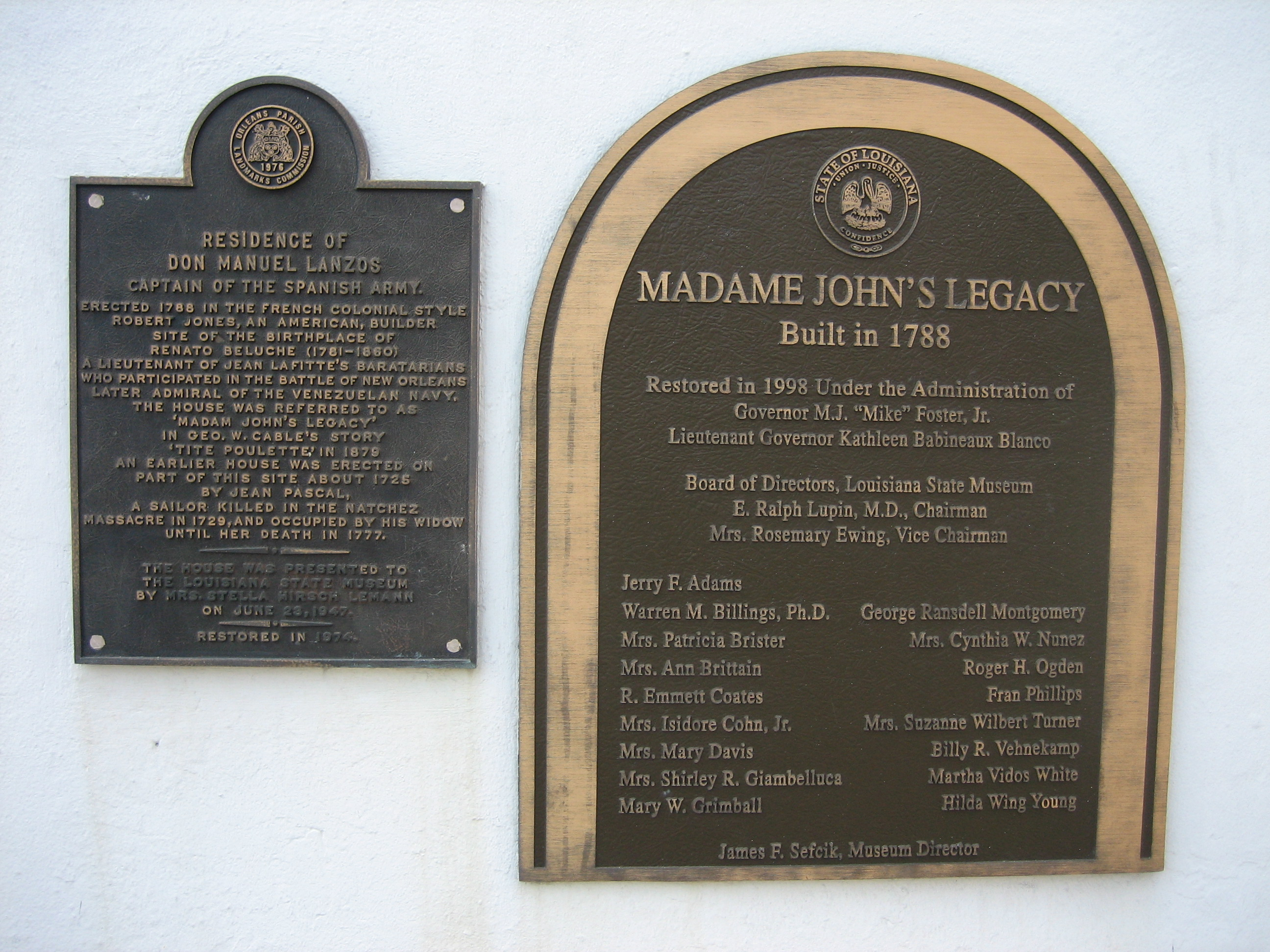

Im French Quarter befindet sich in der Dumaine Street 632 die historische Madame John’s Legacy. Das dreiteilige Anwesen wurde 1970 ins National Register of Historic Places aufgenommen und wegen seines prägenden kreolischen Architekturcharakters im National Historic Landmark eingetragen.
In der Canal Street 423 befindet sich das historische Old Post Office and Custom House, das 1974 ebenfalls in das National Register of Historic Places aufgenommen wurde. Seit 1914 besteht der Audubon Zoo.
In angrenzenden Stadtteilen, die das alte French Quarter zuerst ergänzten, wie Faubourg Marigny, Bywater, Treme, ist das lokaltypische Shotgun House vorherrschend. Diese idyllisch wirkenden Viertel waren vor dem Hurricane Katrina teils ärmlich, erfahren aber seit dem Abwandern zahlreicher Arbeitsloser der meist schwarzen Bevölkerung in boomende Zentren wie Houston (Texas) eine rasche Gentrifizierung.

### Musik und Feste
New Orleans war immer ein Zentrum der Musik. Es vermischte europäischen Stil mit dem aus Lateinamerika und afroamerikanischen Kulturen. Vor allem der Jazz mit Blechbläsern hat seine Wurzeln in New Orleans. Eine der bekanntesten Musikclubs für New-Orleans-Jazz ist die Preservation Hall im French Quarter. Die Stadt ist ebenfalls bekannt für Rhythm and Blues, der den Rock ’n’ Roll maßgeblich prägte, und auch Cajun- und Zydeco-Musik ist vielerorts zu hören.
Ende der 1980er Jahre prägten einige lokale Metal-Bands einen eigenen Doom-Metal-Stil, der später als Sludge bekannt wurde und häufig als NOLA-Sound umschrieben wird.
Die bekannteste Musikveranstaltung ist das Jazz and Heritage Festival, kurz Jazz Fest, das an zwei aufeinanderfolgenden Wochenenden Ende April und Anfang Mai auf der Pferderennbahn Fairgrounds stattfindet. Auf vielen Bühnen treten bekannte und unbekannte Musiker verschiedener Genres auf, neben Jazz sind auch Rock, Blues und Zydeco zu hören. Ein Stammgast war zum Beispiel der in der Stadt geborene Dr. John, aber auch Nelly und Brian Wilson waren hier schon zu hören.
Weiterer Höhepunkt im Musikkalender der Stadt ist das French Quarter Festival. Mitte April werden hier für ein Wochenende im French Quarter, hauptsächlich in der Bourbon Street und in der Royal Street sowie auf dem Jackson Square, Bühnen aufgebaut, auf denen lokale und internationale Bands kostenlose Konzerte geben. Auch das Satchmo SummerFest zieht viele Jazzfreunde an; das nach dem bekanntesten Sohn der Stadt, Louis Armstrong benannte Fest findet jedes Jahr am ersten Augustwochenende statt. Neben den Konzerten, ähnlich dem French Quarter Festival, gibt es diverse Ausstellungen zum Thema Jazz und auch eine Jazzmesse.

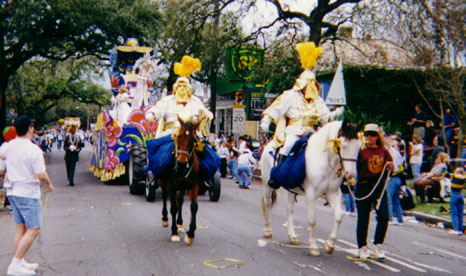
Mardi-Gras-Parade in New Orleans

Die bekannteste Feier in New Orleans ist der Karneval, der seinen Höhepunkt in einem Umzug, dem Mardi Gras findet (französische Bezeichnung für den letzten der Karnevalstage). Während der Karnevalszeit gibt es mehrere große Umzüge in und um New Orleans, verschiedene Krewes (Karnevalsvereine) gestalten Floats (gezogene Wagen) und Trucks, fahren damit durch die Straßen und werfen Beads, bunte Plastikketten. Lila, Grün und Gold sind die offiziellen Farben des Mardi Gras, die 1872 vom Karnevalskönig Rex festgelegt wurden. Dieser „König“ stellt einen Seitenhieb auf die historische Alte Welt, ihre Monarchen und deren Bevormundung der Bevölkerung dar.

### Küche

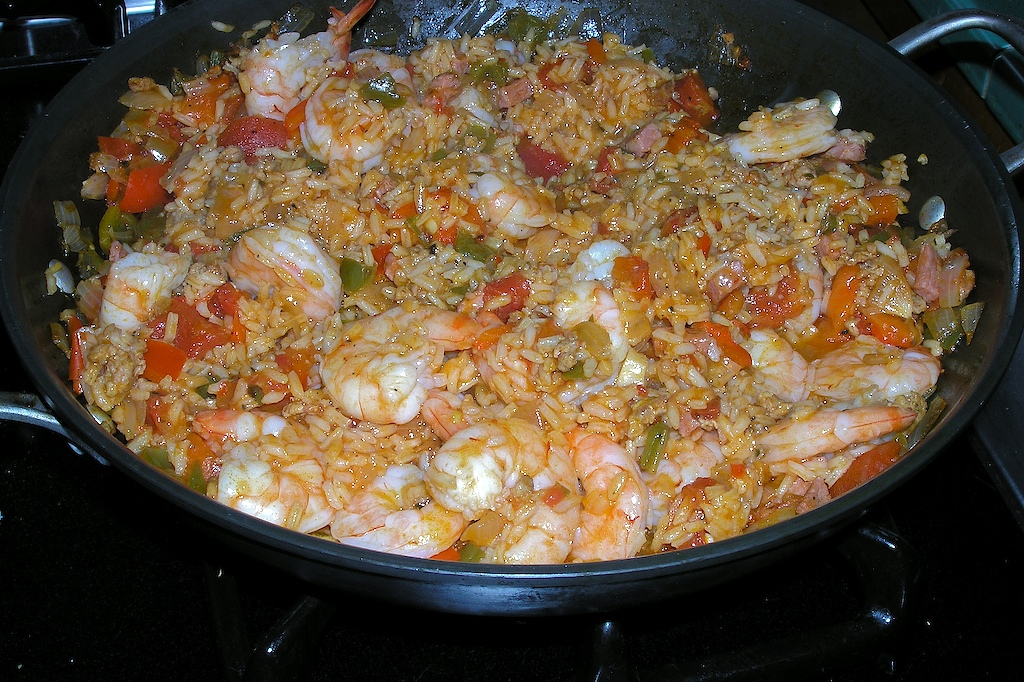
Jambalaya

New Orleans ist berühmt für seine Esskultur. Zahlreiche kreolische und Cajun-Gerichte wie Crawfish Étouffée, Jambalaya und Gumbo sind sehr beliebt. Die Spezialitäten reichen von Po’ boy (lokale Aussprache von poor boy = „armer Junge“; eine Art belegte Baguettes) und Muffuletta-Sandwiches über Bananas Foster bis zu Pompano en Papillote, Golf-Austern und anderen Meerestieren. Eine weitere Spezialität ist Red beans and rice; das herzhafte Eintopfgericht wird traditionell montags serviert. Bekannt sind auch die Beignets, eine Art Krapfen, welche auf französisch-kreolische Siedler aus dem 18. Jahrhundert zurückgehen.
Die oft verwechselten Begriffe „kreolisch“ und „cajun“ in Bezug auf die lokalen Speisen und Kulturen bedeuten etwas Unterschiedliches. Beide Kulturen basierten zunächst auf französischen Einwanderern, doch die späteren Kreolen kamen aus Europa und vermischten sich bald mit Spaniern, Indianern und Schwarzen, die Cajuns dagegen sind Einwanderer aus Nordostkanada, vor allem Nova Scotia, und vermischten sich lange Zeit kaum mit der übrigen Bevölkerung. Ihr Siedlungsgebiet blieb außerdem weitgehend auf Südwestlouisiana beschränkt. Entsprechend entwickelte sich die heutige kreolische Küche durch Vermischung aller Speisentraditionen sämtlicher Einwanderer, die Cajun-Küche nahm nur zögerlich neue Elemente auf.
New Orleans beherbergt eine Vielzahl von preisgekrönten Restaurants wie beispielsweise Antoine’s, Arnaud’s, Brennan’s oder Commander’s Palace. Der in den USA durch zahlreiche Kochsendungen und auch in Deutschland durch tv.gusto bekannte Koch Kevin Belton führt die New Orleans School of Cooking, eine Kochschule für Spezialitäten der Stadt.

### Sport
New Orleans ist die Heimat von zwei bekannten Teams nordamerikanischer Profiligen. Die New Orleans Pelicans spielen in der Basketballliga National Basketball Association (NBA) und tragen ihre Heimspiele im Smoothie King Center aus. In der American-Football-Liga National Football League (NFL) ist die Stadt mit den New Orleans Saints vertreten. Die Saints spielen im Caesars Superdome und gewannen den Super Bowl XLIV. New Orleans war bislang zehnmal Austragungsort des Super Bowls, zuletzt 2013 beim Super Bowl XLVII. Im Jahr 2024 sollte der Super Bowl LVIII im Superdome stattfinden, das Spiel wurde jedoch aufgrund der Terminkollision mit dem Mardi Gras in New Orleans in das Allegiant Stadium in Paradise, Nevada verlegt.
Das Arena-Football-Team New Orleans VooDoo bestand von 2004 bis 2015. Zuvor spielten 1991 und 1992 die New Orleans Night in der Stadt. Die Fußballmannschaft New Orleans Jesters tritt in der National Premier Soccer League (NPSL) an.
Im Hochschulsport ist New Orleans mit den Tulane Green Wave in der American Athletic Conference (AAC) der National Collegiate Athletic Association (NCAA) vertreten.
Seit 1965 findet der Mardi Gras Marathon statt.

## Wirtschaft und Infrastruktur
New Orleans betreibt mit dem Hafen New Orleans einen der größten und verkehrsreichsten Häfen der Vereinigten Staaten und die Metropolregion New Orleans ist ein Zentrum der maritimen Industrie. Ebenso entfällt ein erheblicher Teil der Ölraffinerie- und Petrochemieproduktion der USA auf diese Region, die als Wirtschaftsstandort für die Onshore- und Offshore-Erdöl- und Erdgasproduktion dient. Zudem entwickelt sich New Orleans seit Beginn des 21. Jahrhunderts zu einem Technologiezentrum. Daneben ist die Metropolregion New Orleans ein wichtiges regionales Zentrum der Gesundheitsbranche und verfügt über einen kleinen Fertigungssektor. In der Innenstadt, die zahlreiche Touristen anzieht, ist ein schnell wachsender Kreativwirtschaftssektor angesiedelt. Die wirtschaftliche Entwicklung der Metropolregion wird von Greater New Orleans, Inc. gefördert, welches die Aktivitäten des Department of Economic Development und verschiedener Agenturen für die wirtschaftliche Entwicklung der Region koordiniert.
Die Metropolregion von New Orleans erbrachte 2022 eine Wirtschaftsleistung von 74 Milliarden US-Dollar. Mit einem BIP pro Kopf von 55.167 Dollar im Jahr 2021 zählt New Orleans zu den ärmeren der 100 größten Städte des Landes.

### Hafen
New Orleans begann als strategisch günstig gelegener Handelsstützpunkt und ist nach wie vor ein wichtiger Verkehrsknotenpunkt und Zentrum für den Schiffshandel. Der Hafen von New Orleans ist gemessen am Frachtvolumen der fünftgrößte in den Vereinigten Staaten und nach dem Hafen Südlouisiana der zweitgrößte im Bundesstaat. Gemessen am Frachtwert ist es der zwölftgrößte in den USA. Der Hafen von South Louisiana, ebenfalls in der Gegend von New Orleans gelegen, ist im Hinblick auf Massengutumschlag der weltweit verkehrsreichste. Zusammen mit dem Hafen von New Orleans bildet es volumenmäßig das viertgrößte Hafensystem. Viele Schiffbau-, Schifffahrts-, Logistik-, Speditions- und Rohstoffmaklerunternehmen haben ihren Sitz entweder im Großraum New Orleans oder sind vor Ort präsent. Beispiele hierfür sind Intermarine, Bisso Towboat, Northrop Grumman Ship Systems, Trinity Yachts, Expeditors International, Bollinger Shipyards, IMTT, International Coffee Corp, Boasso America, Transoceanic Shipping, Transportation Consultants Inc., Dupuy Storage & Forwarding und Silocaf. Die größte Kaffeerösterei der Welt, betrieben von Folgers, befindet sich in New Orleans East. Insgesamt werden ein Drittel der Kaffeeimporte der USA im Hafen von new Orleans umgeschlagen.
Die Stadt liegt in der Nähe des Golfs von Mexiko und seiner zahlreichen Bohrinseln. Mehrere Energieunternehmen haben regionale Hauptsitze in der Region, darunter Royal Dutch Shell und ENI Petroleum. Chevron verlegte in Folge Hurrikan Katrinas seine Zentrale für den Golf von Mexiko von New Orleans nach Covington, LA. Daneben haben weitere Energieerzeuger und Ölfelddienstleistungsunternehmen ihren Hauptsitz in der Stadt.

### Unternehmen
Mit Entergy, einem Energieversorger und Spezialist für den Betrieb von Kernkraftwerken, hat ein Fortune-500-Unternehmen seinen Sitz in New Orleans. Nach Hurrikan Katrina verlor die Stadt 2013 ihr anderes Fortune-500-Unternehmen, Freeport-McMoRan, als dieses seiney Kupfer- und Goldexplorationseinheit mit einem Unternehmen aus Arizona fusionierte und diese Abteilung nach Phoenix verlegte. Die Tochtergesellschaft McMoRan Exploration hat ihren Hauptsitz weiterhin in New Orleans. Zu den Unternehmen mit bedeutenden Niederlassungen oder Hauptsitzen in New Orleans gehören: Pan American Life Insurance, Pool Corp, Rolls-Royce Group, Newpark Resources, AT&T, TurboSquid, iSeatz, IBM, Navtech, Superior Energy Services, Textron Marine & Land Systems, McDermott International, Pellerin Milnor, Lockheed Martin, Imperial Trading, Laitram, Caesars Entertainment, Stewart Enterprises, Edison Chouest Offshore, Zatarain's, Waldemar S. Nelson & Co., Whitney National Bank, Capital One, Tidewater Marine, Popeyes Louisiana Kitchen, WSP Global, MWH Global, CH2M Hill, Energy Partners Ltd, The Receivables Exchange, GE Capital und Smoothie King.

### Bundesbehörden und militärische Einrichtungen

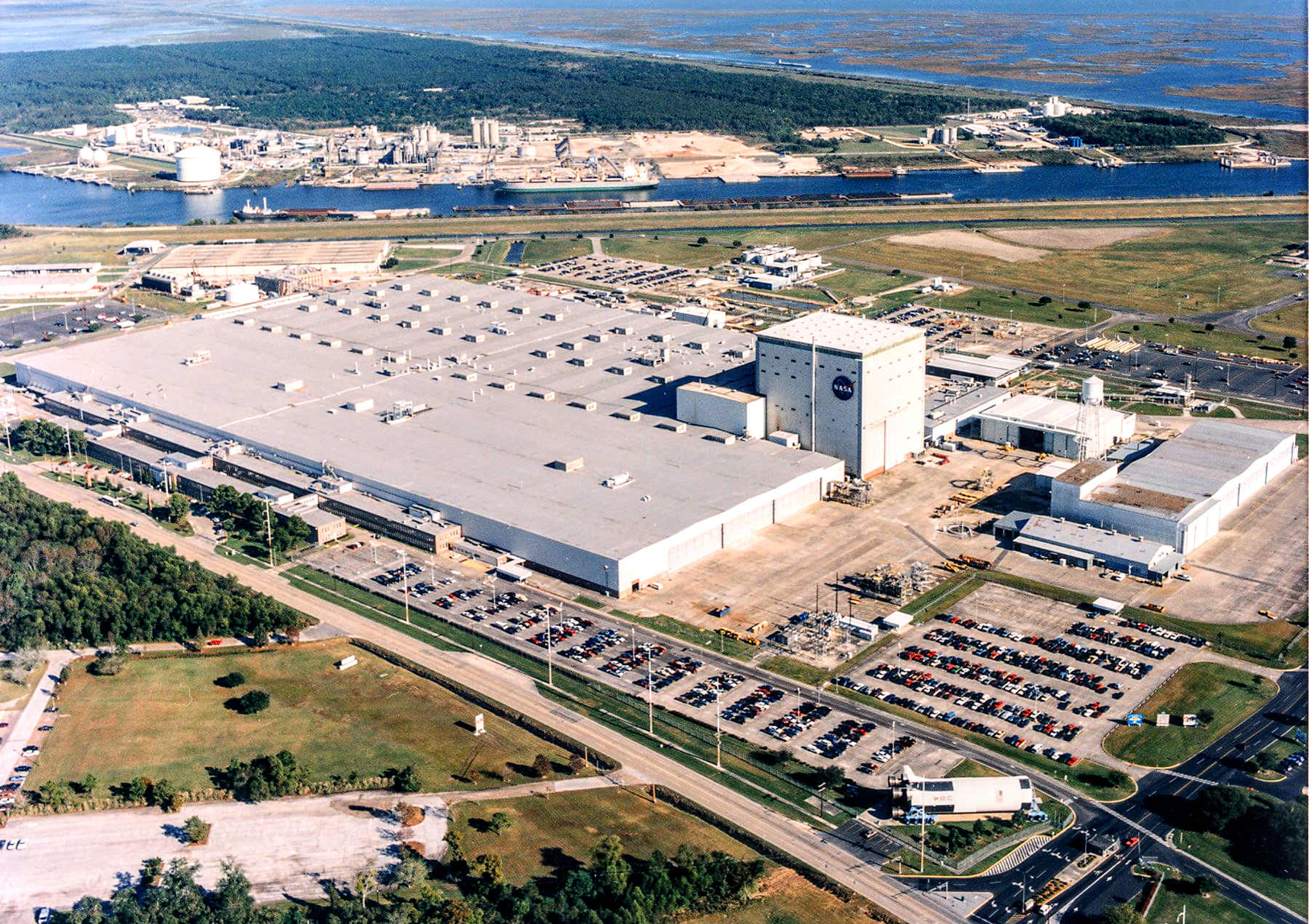
Luftaufnahme der Michoud Assembly Facility, um 1990.

Bundesbehörden und das Militär betreiben in New Orleans bedeutende Einrichtungen. Das United States Court of Appeals for the Fifth Circuit ist in einem Gerichtsgebäude in der Innenstadt ansässig. Die Michoud Assembly Facility der NASA befindet sich in New Orleans East und hat mehrere Mieter, darunter Lockheed Martin und Boeing. Es handelt sich um einen großen Fertigungskomplex, in dem unter anderem die externen Treibstofftanks für die Space Shuttles, die erste Stufe der Saturn-V-Rakete und die integrierte Fachwerkstruktur der Internationalen Raumstation produziert wurden und jetzt für den Bau des Space Launch Systems der NASA verwendet wird. Die Raketenfabrik liegt im New Orleans Regional Business Park, in dem sich auch das vom Landwirtschaftsministerium der Vereinigten Staaten betriebene National Finance Center und das Crescent-Crown-Vertriebszentrum befinden. Weitere große staatliche Einrichtungen sind das Naval Information Warfare Systems Command der United States Navy, das sich im Forschungs- und Technologiepark der University of New Orleans in Gentilly befindet, die Naval Air Station Joint Reserve Base New Orleans und das Hauptquartier der Marine Force Reserves in Federal City in Algier.

### Schifffahrt
New Orleans liegt am Knotenpunkt des Gulf Intracoastal Waterway, des Mississippis und des Mississippi River-Gulf Outlet Canal, einem 106 km langen und 10,8 m tiefen Kanal vom Innenhafen New Orleans zum Golf.

### ÖPNV und Eisenbahn
Der ÖPNV wird von der Regional Transit Authority New Orleans, kurz RTA betrieben, es werden Bus- und Straßenbahnlinien angeboten. Außerdem gibt es noch einen Anschluss der Eisenbahngesellschaft Amtrak (Bahnknotenpunkt) und zahlreiche Verbindungen der Überlandbusgesellschaft Greyhound.

### Straßenbahnen

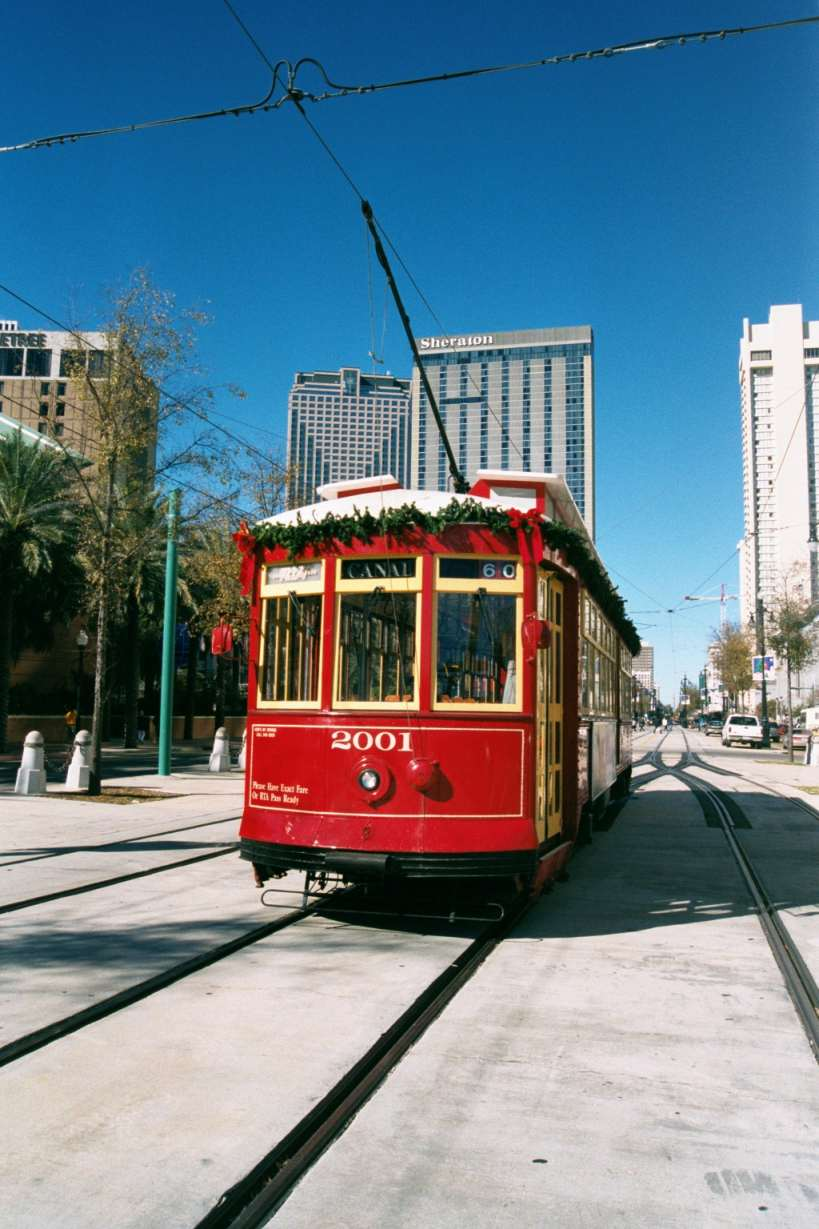
Straßenbahn in New Orleans

Straßenbahnen gehören auch zum Flair von New Orleans. Am bekanntesten ist die Linie St. Charles mit ihren grünen Wagen, die 1924 von Perley-Thomas gebaut wurden. Diese Linie verbindet seit 1893 New Orleans mit der Vorstadt Carrollton. Entlang der Strecke durch die St. Charles Avenue kann man im Stadtteil Garden District zahlreiche herrschaftliche Villen aus dem 19. Jahrhundert sehen. Auch zwei private Universitäten befinden sich hier, die Tulane University und die Loyola University.
Eine weitere Strecke ist die Riverfront-Linie, auch bekannt als „Ladies in Red“, die 1988 wieder in Betrieb genommen wurde. Sie läuft parallel zum Fluss von der Canal Street ins French Quarter. 2004 wurde die Linie Canal Street wiedereröffnet. Sie bedient unter anderem den City Park mit dem Kunstmuseum New Orleans Museum of Art durch einen Abzweig in die North Carrollton Avenue. Die Strecke, nach der Tennessee Williams sein bekanntes Drama A Streetcar Named Desire (Endstation Sehnsucht) benannte, wurde bereits 1948, ein Jahr nach der Veröffentlichung, eingestellt.

### Autoverkehr
Die Stadt hat mit der Interstate 10 einen direkten Autobahnanschluss, welcher bis an die Bundesstaaten Kalifornien an der Westküste sowie Florida an der Ostküste reicht. Über die im Westen der Stadt beginnende Interstate 55 gibt es eine direkte Verbindung in nördlicher Richtung bis Illinois. Nördlich der Stadt befindet sich mit der Interstate 12 eine Umgehung für den Fernverkehr um die Stadt. Im Zentrum von New Orleans existiert ein gut ausgebautes Autobahnsystem, zu dem neben der Interstate 10 auch die Interstates 310, 510 und 610 sowie die U.S. Highways 61 und 90 gehören. Die Crescent City Connection ist die einzige Brücke über den Mississippi im Stadtgebiet und gleichzeitig die letzte Brücke über den Strom vor seiner Mündung.

### Flughafen
New Orleans hat mehrere Flughäfen, der größte ist der Louis Armstrong New Orleans International Airport (MSY), der im Vorort Kenner liegt.

### Medien
Im Mai 2012 gab Advance Publications, Inc. als Herausgeber der Zeitung The Times-Picayune (Pulitzer-Preis im Jahr 2006 für die Berichterstattung zum Hurrikan Katrina) bekannt, dass das Blatt zukünftig nicht mehr täglich erscheinen werde. Von 2012 bis 2014 war die gedruckte Version der Zeitung nur mittwochs, freitags und sonntags erhältlich. 2014 kehrte man zum täglichen Andruck zurück.

### Internet
Am 13. Dezember 2019 wurden nach dem Feststellen einer massiven Cyberattacke alle Server der Stadtverwaltung heruntergefahren und der Ausnahmezustand erklärt. Auf einigen Rechnern der Stadt wurde Ransomware gefunden.

### Bildung
New Orleans ist auch ein Zentrum für höhere Bildung: Über 50.000 Studenten sind an den elf Einrichtungen der Region eingeschrieben, die zwei- und vierjährige Studienabschlüsse verleihen. Die Tulane University, eine der 50 besten Forschungsuniversitäten, befindet sich in Uptown.

## Persönlichkeiten

### Persönlichkeiten mit Bezug zur Stadt
- Georg Schmitt (1821–1900), Organist an der Kathedrale
- Isaac Delgado (1839–1912), Zuckerhändler und Philanthrop, Begründer des New Orleans Museum of Art
- Jelly Roll Morton (1885–1941), Pianist, Komponist und Bandleader; wuchs in New Orleans auf
- Aldfried Richter (* 1906), promovierter Jurist, Bürgermeister und Kulturdezernent in Koblenz, Ehrenbürger von New Orleans[36]
- Michael Ellis DeBakey (1908–2008), Herzchirurg; absolvierte seine medizinische Ausbildung an der Tulane University in New Orleans
- Mary L. Good (1931–2019), Chemikerin; Assistant Professor für Chemie in New Orleans
- Ruby Bridges (* 1954), erste Afroamerikanerin in einer bis 1960 weißen Kindern vorbehaltenen Schule[37]
- C-Murder (* 1971), Rapper aus New Orleans
- Curren$y (* 1981), Rapper aus New Orleans
- Jarboe (* 20. Jh.), Sängerin, Musikerin und Performance-Künstlerin
- Suicideboys Rap-Gruppe aus New Orleans

## Filme und Serien, deren Schauplatz New Orleans ist (Auswahl)
- 12 Years a Slave
- Angel Heart
- American Horror Story
- Bad Lieutenant – Cop ohne Gewissen
- Catch Me If You Can
- Cincinnati Kid
- Contraband
- Das Urteil – Jeder ist käuflich
- Dead Man Walking – Sein letzter Gang
- Déjà Vu – Wettlauf gegen die Zeit
- Der Mann in der Schlangenhaut
- Der seltsame Fall des Benjamin Button
- Der verbotene Schlüssel
- Der Wolf hetzt die Meute (Tightrope)
- Die Akte
- Doppelmord
- Down by Law
- Easy Rider
- Endstation Sehnsucht
- Interview mit einem Vampir
- JFK – Tatort Dallas
- Johnny Handsome – Der schöne Johnny
- Hours – Wettlauf gegen die Zeit
- Katzenmenschen
- Küss den Frosch
- James Bond 007 – Leben und sterben lassen
- Lolita
- Lovesong for Bobby Long
- Mein Name ist Nobody
- Mississippi Delta – Im Sumpf der Rache
- Navy CIS: New Orleans
- Pakt der Rache
- Preacher (Staffel 2)
- Pretty Baby
- Schwarzer Engel
- Stolen
- The Big Easy – Der große Leichtsinn
- The Mechanic
- The Originals
- The Quest – Der Fluch des Judaskelch
- Treme
- Undercover Blues – Ein absolut cooles Trio
- Wild at Heart – Die Geschichte von Sailor und Lula
- Willkommen bei den Rileys
- Your Honor
- Zwölf Runden

## Städtepartnerschaften
New Orleans listet folgende fünfzehn Städtepartnerschaften auf:
| Stadt                  | Land           | seit |
| ---------------------- | -------------- | ---- |
| Batumi                 | Georgien       | 2012 |
| Caracas                | Venezuela      |      |
| Durban                 | Südafrika      | 2003 |
| Florenz                | Italien        | 2006 |
| Holdfast Bay           | Australien     |      |
| Innsbruck              | Österreich     | 1995 |
| Isola del Liri         | Italien        |      |
| Juan-les-Pins, Antibes | Frankreich     | 1994 |
| Klaipėda               | Litauen        | 2012 |
| Maracaibo              | Venezuela      | 1998 |
| Matsue                 | Japan          | 1994 |
| Mérida                 | Mexiko         | 1990 |
| Montreal               | Kanada         |      |
| Orléans                | Frankreich     | 2018 |
| Pointe-Noire           | Republik Kongo | 1990 |
| Rosch haAjin           | Israel         | 2012 |
| Rotterdam              | Niederlande    | 2010 |
| San Miguel de Tucumán  | Argentinien    | 1992 |
| Tegucigalpa            | Honduras       | 1992 |